# Ploaghe (stolica tytularna)

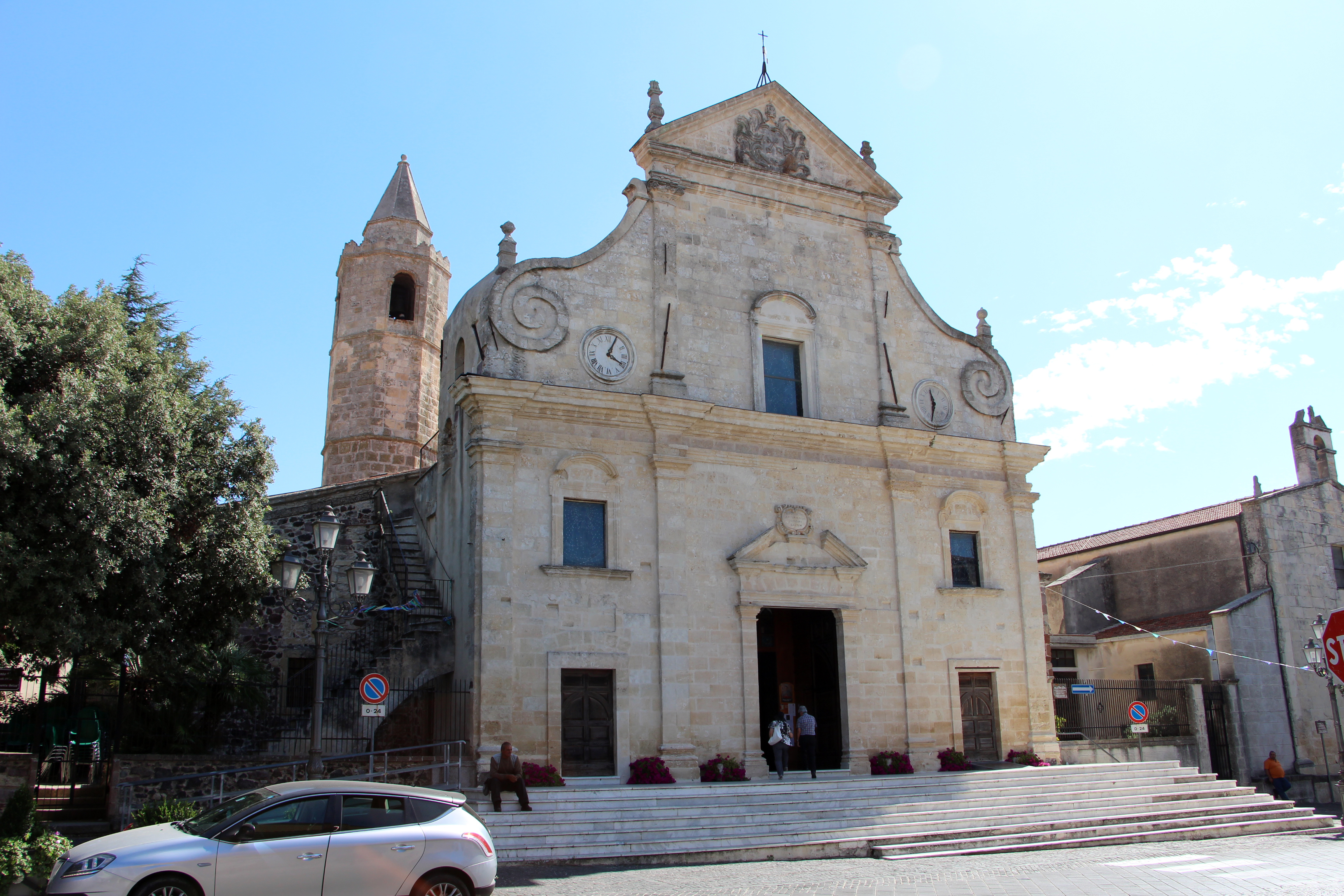
Dawna katedra diecezjalna w Ploaghe

Ploaghe (łac. Plovacensis, wł. Diocesi di Ploaghe) – stolica historycznej diecezji w Italii erygowanej w roku 1090, a włączonej w 1503 w skład archidiecezji Sassari.
Współczesne miasto Ploaghe znajduje się w prowincji Sassari we Włoszech, na Sardynii. Obecnie katolickie biskupstwo tytularne ustanowione w 1968 przez papieża Pawła VI.

## Biskupi tytularni
| Lp. | Biskup                        | Funkcja                                     | Od                | Do               |
| --- | ----------------------------- | ------------------------------------------- | ----------------- | ---------------- |
| 1   | Dante Battaglierin            | emerytowany biskup Khulna (Bangladesz)      | 20 marca 1969     | 23 września 1976 |
| 2   | John Michael Beahen           | biskup pomocniczy Ottawy (Kanada)           | 11 maja 1977      | 14 marca 1988    |
| 3   | Sebastião Roque Rabelo Mendes | biskup pomocniczy Belo Horizonte (Brazylia) | 10 maja 1989      | 11 marca 2020    |
| 4   | Manuel González Villaseñor    | biskup pomocniczy Guadalajary (Meksyk)      | 27 listopada 2020 |                  |